# Георг V (готель)
«Георг V» — 5-зірковий готель-музей у самому центрі Парижа, поблизу від Єлісейських Полів, Тріумфальної арки, Лувру, Ейфелевої вежі та Музею д'Орсе за адресою Георг V авеню, 31. Названий на честь короля Великої Британії Георга V. Відкритий у 1928 році.

## Історія
Будівництво готелю фінансував американський підприємець Джоель Гілман. У центрі Парижа, на місці старої каменоломні, де видобували камінь для будівництва палацу Трокадеро, він збирався побудувати готель для найбагатших людей світу.
Проєкт було замовлено модним французьким архітекторам Констану Лефрану і Жоржу Вібо. Серед інших будівель вони побудували комплекс відомого паризького магазину «Претан», тепер їм потрібно було спорудити будівлю в стилі деко, але обладнану за останнім словом техніки. В кожному номері повинна була бути ванна, чим в ті роки не могли похвалитися навіть так звані ґранд-готелі. Крім того, в усіх номерах встановлювались телефони, а власний готельний комутатор гарантував зв'язок з будь-якою країною світу. Гостей, що прибули у Францію морем, прямо із портів Шербур і Гавр в готель мало доставляти повітряне таксі. Розраховані на трьох пасажирів літаки «Фарман» могли літати і вночі, тому постояльці готелю мали можливість вирушити ввечері в Довіль — пограти в казино.
Готель був відкритий в травні 1928 року. Будівля була 9-поверховою, оскільки за законами тих часів вищі будівлі в Парижі будувати заборонялось. Також особливістю готелю стали величезні винні підвали. Будівництво обійшлось в дуже велику на ті часи суму — 60 мільйонів франків (для порівняння: номер, що зараз коштує 11 000 євро на день тоді коштував 150 франків).
В кінці 20-тих років 20 століття Європу настигла «ера депресії», тому в перший рік свого існування готель був заповнений трохи більше ніж наполовину. Самим відомим із перших мешканців готелю був махараджа з індійської провінції Капуртала. Він вважав себе реінкарнацією Людовика XIV, вимагав поїти своїх собак виключно водою «Евіан», а коридор до свого номера посипати свіжими гвоздиками.
Джоель Гілман був розорений під час біржового краху на Волл-стріт в 1929 році і був вимушений продати готель. Новим господарем став його постоялець Франсуа Дюпре. Одружений з спадкоємицею імперії швейних машинок «Зінгер», Дюпре проживав в готелі з дня його відкриття, був відомим в Парижі знавцем мистецтва і колекціонером. Невдовзі зали і номери готелю стали прикрашати старовинні картини, гобелени, меблі, люстри і каміни епохи Відродження. Підвали готелю заповнились колекційними винами, найстаріше з яких — мадера 1850 року — зберігається і донині.
Першою ці новинки оцінила паризька богема. В ресторані готелю Le Cinq стала збиратись аристократична і літературна еліта. Пізніше в розкішних галереях «Георга V» стала збиратись на вечірній бридж аристократія. Тут бували принцеса де Фосиньї Люсенж, спадковий принц Алі Сулейман Хан, принцеса де Поліньяк. Останній так сподобався готель, що вона невдовзі стала його співвласницею.
В 1930 році готель уподобали фінансисти та банкіри. На третьому поверсі відкрив свій офіс Джон Пол Гетті, а в кінці 30-х років «Георг V» став популярним серед голлівудських зірок. Тут подовгу мешкали Кларк Гейбл, Гері Купер, Бестер Кітон, Вінсент Мінеллі, Берт Ланкастер, Чарлі Чаплін, Марлен Дітріх.
Під час Другої світової війни в готелі розквартирувався штаб німецького генерала-фельдмаршала Герда фон Рундштедта. Готель продовжував працювати, закрили тільки винні льохи, замурувавши їх.
В 1944 році штаб німецького генерала змінився на штаб керівника висадкою англо-американських військ в Нормандії Дуайта Ейзенхауера. Американський генерал прожив у готелі півтора року. Пізніше, вже як Президент США, приїжджаючи до Парижа, він зупинявся саме в цьому готелі.
У 1964 році в готелі зупинялась група «Бітлз», коли виступала в паризькому залі «Олімпія». «Роллінг Стоунз» зупинялися в Парижі лише в «Георг V-му».
В кінці 1980-х виникла загроза, що готель просто не проіснує до 21 століття. Гостей ставало все менше, умови життя не відповідали ціні. Це привело до того, що в 1996 році «Георг V» вдруге за своє існування був виставлений на продаж. Його практично відразу придбав саудівський принц Аль-Валід бен Талал ібн Сауд, племінник саудівського короля. За готель він заплатив 145 мільйонів євро. Перед закриттям готелю на реконструкцію в жовтні 1997 року відбувся аукціон. На торги були виставлені не найцінніші меблі і багато дрібних речей. Все, що мало історичну і художню цінність, було відправлено на реставрацію. Принц вклав у реконструкцію готелю 114 мільйонів євро і «Георг V» відкрився знову в кінці 1999 року.

## Номери
Готель має 245 номерів різної категорії:
- Royal suite — велика вітальня, камін, їдальня, офіс, високошвидкісний інтернет;
- Presidential suite — камін, вітальня, стерео, відео, телесистеми, обладнана фітнес-кімната, офіс, сауна, вбиральня;
- French suite — подвійна вітальня, в одній з яких їдальня і обладнана кухня, інтернет, велика ванна кімната, гостьова ванна кімната;
- English suite — велика вітальня, їдальня, кухня, 2 ванни;
- Empire suite' — вітальня, їдальня, тераса, 2 ванні кімнати;
- Honeymoon suite — велика вітальня, відео/аудіо системи, ігри, ліжко king size, 2 ванні кімнати;
- Premier suite — робоча зона, інтернет, їдальня;
- Deluxe suite — салон, велика спальна кімната, стерео/відеосистеми, 2 ванні кімнати;
- Duplex suite — вітальня з невеликим офісом, повністю обладнана кухня і їдальня;
- Superior suite — вітальня, спальня обладнані відео/стереосистемами, великий гардероб і ванна кімната.

У готелі є внутрішній сад, ресторан, бар, чайний салон. Відкритий тільки для клієнтів готелю кабінет косметичних процедур і масажу з світло- і аромотерапією і приватним клубом з відновлення форми з тренажерним залом і басейном.